# Michelin TRX
Le Michelin TRX est une combinaison de pneu à carcasse radiale et de jante développée par Michelin en 1975. C'est l'un des premiers pneumatiques à taille basse créés pour l'industrie automobile. Malgré sa technologie avancée et le partenariat de Michelin avec certains grands constructeurs, son incompatibilité avec les pneus et jantes classiques ont constitué un frein à son succès commercial. Le manufacturier français mit fin à la production en grande série de ce modèle dans le courant des années 1980.

## Tailles TRX

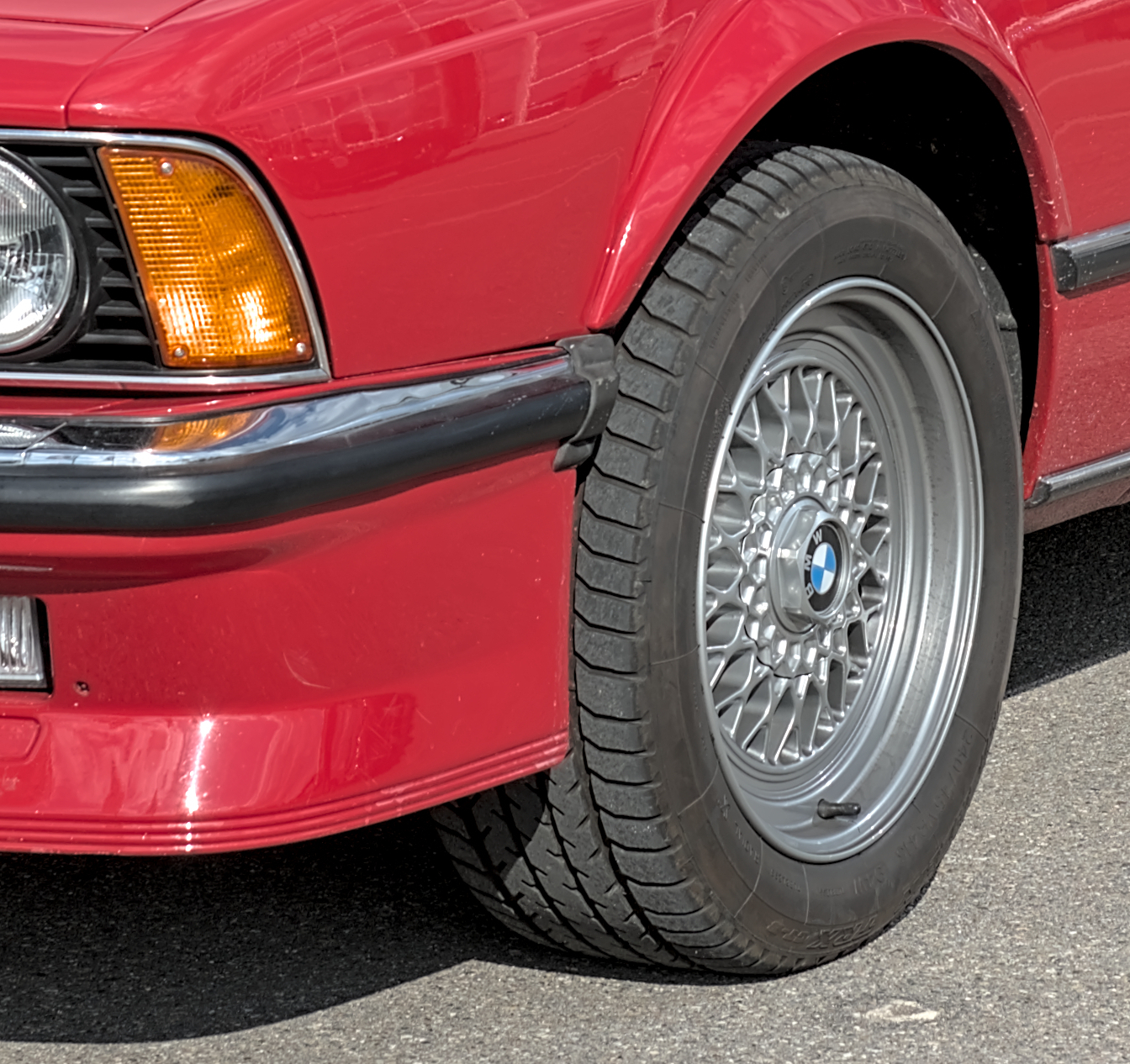
TRX, 1985 BMW M 635 CSi (E24)

Les roues TRX existaient dans des diamètres allant de 315 à 415 millimètres
Quelques tailles et véhicules TRX courants :
Demande de taille
- 160/65 R 315 TRX Innocenti De Tomaso Turbo (1984-1989)
- 160/65 SR 340 TRX Citroën Visa GT
- 170/65 R 365 TRX Citroën BX, Peugeot 305
- 180/65 HR 390 TRX SAAB 900 S et Turbo (1980/81)[4]
- 190/65 HR 390 TRX Citroën CX, Ford Granada, Mercedes 200, 220, 240, Peugeot 504 Coupé, Renault 30TX
- 190/55 VR 340 TRX Alpine A310 V6 (AV), Renault 5 Turbo (AV), Alfasud Ti
- 210/65 VR 365 TRX Talbot Tagora SX
- 220/55 VR 365 TRX Alpine A310 V6 (AR), Renault 5 Turbo (AR)
- 200/60 VR 390 TRX BMW 518, 520, 525, 528, 728, Mercedes 200, 220, 240, 300
- 210/55 VR 390 TRX Citroën CX 25 GTI Turbo
- 220/55 VR 390 TRX BMW 525, 528, 728, 535, 635 Csi, 735i. Ford LTD[5] Ford Mustang, Thunderbird.  Mercury Capri, Cougar.  Ferrari 208, 308, Mondial 3, 2 (AV)
- 240/55 VR 390 TRX Ferrari Mondial 8 & Cabriolet, Mondial 3, 2 (AR)
- 240/55 VR 415 TRX Ferrari 400 i, 512 B, 412 i
- 240/45 ZR 415 TRX BMW M635CSi, Ferrari 512 BB (AV), Testarossa (AV)
- 280/45 VR 415 TRX Ferrari 512 BB (AR), Testarossa (AR)

Note : AV = avant, AR = arrière. N'inclut pas les véhicules nord-américains.
D'autres tailles étaient disponibles, par exemple 160/65 R 315.